# Wejdas
Wejdas – litewski zespół muzyczny, duet wykonujący ambient. Według własnego określenia zespołu, „ambient amber”.

## Historia
Zespół Wejdas założyli w 1994 w litewskiej miejscowości Jurbork Donatas Bielkauskas i Darius Gerulaitis. Były to początki tego gatunku muzycznego na Litwie. Grupa od początku inspirowała się etnicznością ludów bałtyckich i pogańskimi korzeniami kultury i muzyki litewskiej. Stąd też dodatek „amber” (bursztynowy) do nazwy gatunku muzycznego. W 1994 grupa zadebiutowała albumami „Į Tamsą” oraz „Saulei Tekant”. Muzycy nawiązali współpracę z litewskim wydawcą, Dangusem. Wydawali jednakże płyty także poza Łotwą, m.in. w Portugalii, Niemczech i USA. W latach 1995–1996 zespół na krótko zawiesił działalność, obydwaj członkowie pracowali nad własnymi projektami muzycznymi.
W 1998 roku ukazał się uważany przez krytyków za najbardziej udany w dorobku grupy album „Wejdas”. Grupa również koncertuje, jest stałym gościem festiwalu Mėnuo Juodaragis.

## Dyskografia
- 1994 – Į Tamsą… (wydane na własny koszt)
- 1994 – Saulei Tekant (Dangus Productions)
- 1995 – Dykra (Dangus Productions)
- 1995 – Without Sleep (Art productions, Portugalia)
- 1998 – Wejdas (Red stream, USA)
- 1998 – Wejdas (wersja MC) (Dangus productions)
- 1999 – Dykra – Die Welt Ohne Rahmen (Bastet recordings, Niemcy – tylko na rynek niemiecki)
- 2004 – Žemės Alsavimas (Dangus productions)